# Life in Cartoon Motion
《Life in Cartoon Motion》은 영국 가수 미카의 데뷔 음반이다. 2007년 2월 5일 아일랜드 레코드를 통해 영국에 발매됐으며, 미국엔 유니버설/모타운을 통해 2007년 3월 27일에 발매됐다. 영국 내에서와 한국에서도 호평을 듣고 있으며, 각종 CF에 삽입되었다.
이 앨범의 싱글‘Grace Kelly’는 영국에서 5주 연속 1위라는 기록을 달성하였고 많은 국가에서 1위를 차지하였다. UK 앨범차트 1위, 2007년 전 세계 앨범 판매 5위를 기록한 데뷔 앨범 Life in Cartoon Motion은 전 세계적으로 600만장 이상 판매되었다.

## 배경
2006년 미카는 아일랜드 레코드와 계약을 맺고 그의 데뷔앨범을 레코딩하기 시작했다.
계약을 맺기까지 미카는 영국의 많은 레코드 회사들에게 데모를 보냈지만 거절 받기만 했다. 한 레코드사는 미카가 좋은 목소리를 가졌다고 하기는 했으나 좀 더 상업적으로 되기 위해선 그가 로비 윌리엄스와 같은 좀 더 판에 박힌 곡들을 써야한다고 했다. 미카는 이런 충고를 거절했다. 미카는 이런 레이블의 태도에 반발하는 마음으로 곡을 하나 만들었다. 단아한 영화속 캐릭터를 그대로 살려 모나코의 왕비가 된 그레이스 켈리처럼 나도 본바탕을 다 지워버리고 잘팔리는 이미지로 포장하겠다는 곡이었다. 반어적인 위트가 담긴 이노래, "Grace Kelly"는 싱글로 발매되자마자 차트 1위를 차지했고 2주 만에 영국 차트 정상에 올랐다. 이 곡을 필두로 히트 싱글들이 뒤를 이었고 첫 번째 앨범 Life In Cartoon Motion은 플래티넘 앨범 반열에 올랐다.
그의 음악적 영향은 클래식 음악에 기반을 두고 있다.
미카는 그의 데뷔앨범을 내기 전 언론에게 이렇게 약속했다. "그것은 당신이 살 수 있는 마법의 세상이다. 사람들을 위한 환상적이고 매력적이고 놀라운 평행 우주." 앨범 중 "Billy Brown"과 같은 곡들은 성적으로 애매모호하고 그것은 미카의 성적 정체성에 관한 질문들을 불러일으켰다. 이에 대해 미카는 그는 이야기를 하는 데 쓸 수 있는 것과 실제로 그가 할 수 있는 이야기들에 대해 어떤 터부도 가지고 있지 않다고 답한다. 그는 음악을 성적화하는 것은 훌륭한 것이지만, 정치적으로 성적화한 음악들과 음악가의 성적 정체성을 그 사람의 음악을 정의하는 포인트로 삼는 것은 "지루하다"고 믿는다.". 그는 그 자신의 성적 정체성에 대해 이렇게 답했다. '"...내 자신을 거의 타블로이드 수준의 테이블에 내다 눕히고 내 사생활을 전부 공유하는 것, 난 그런 데 정말 흥미 없다."
이 앨범의 곡들은 다른 두 가지 주제를 다루고 있다. 앞에서 얘기했듯이 "Grace Kelly"는 레코드 계약을 맺으려는 고투에 관한 것이다. 미카는 이 곡이 이 앨범의 매우 중요한 곡이라고 말했다. 그 이유는 "...이 곡은 가사의 내용으로 보면 이 음반의 깃대나 마찬가지고 내가 도달하고 싶었던 모든 팝 비전"이기 때문이라고 말했다.
이 앨범은 2007년 3월 미국에서 발매되었다. 발매 전에도 앨범은 이미 유럽에서의 성공으로 인해 많이 알려져있었다. 미카는 과대선전에 대해 말한 적이 있다.: "난 내가 매우 운이 좋다고 생각한다. 과대광고는 좋을 수도 있고 나쁠 수도 있다. 좋은 점은 내게 일어난 일들이다. 그것은 프로젝트에 관한 과대선전이고, 음악에 관한 것이다 ... 나는 유명인의 아들이 아니다, 나는 특정 유명인과 잔 적도 없다. ... 그건 정말 음악에 관한 것이고, 그게 내가 매우 건전하다고 생각하는 중요한 것이다."

### 커버 디자인
앨범의 예술작은 미카의 누나(필명은 DaWack), 호주 일러스트레이터인 Sophie Blackall, Airside사의 협력자 리처드 호그와 미카 자신이 디자인했다.

## 싱글
| 싱글                               | UK | US | AU | EU | IT | FR | NL | NR | 발매                                                          |
| ---------------------------------- | -- | -- | -- | -- | -- | -- | -- | -- | ------------------------------------------------------------- |
| "Relax, Take It Easy"              | +  |    | +  | +  | +  | +  | +  |    | EP — 2006년 초 (영국); 2007년 7월 (유럽); 2007년 7월 (캐나다) |
| "Grace Kelly"                      | +  |    | +  |    | +  | +  |    |    | 2007년 1월 (전 세계); 2007년 3월 (미국)                       |
| "Lollipop"                         | +  |    | +* |    |    |    |    | +  | 2007년 4월 (노르웨이, 스위스); 2008년 1월 (캐나다)            |
| "Love Today"                       | +  | +  | +  | +  | +  | +  | +  |    | 2007년 4월 (전 세계)                                          |
| "Big Girl (You Are Beautiful)"     | +  |    | +  |    | +  |    | +  |    | 2007년 7월; 2007년 가을 (캐나다); 2008년 2월 (호주)           |
| "Happy Ending"                     | +  |    | +  |    | +  |    | +  | +  | 2007년 8월 (유럽); 2008년 1월 (네덜란드)                      |
| "Relax, Take It Easy" / "Lollipop" | +  |    |    |    |    |    |    |    | 더블 A사이드 싱글 — 2007년 12월 (영국)                        |

- "Lollipop"과 "Relax"가 호주에서 라디오로 발매되었지만 The Hot Hits라는 한 라디오 쇼에서만 방송되었다. 호주에서는 성공적이지 못했기 때문에 음반 발매도, 많은 에어플레이도 없었다.

## 곡 목록

### 정식 판
| #   | 제목                                                                           | 재생 시간 |
| --- | ------------------------------------------------------------------------------ | --------- |
| 1.  | 〈Grace Kelly〉                                                                | 3:05      |
| 2.  | 〈Lollipop〉                                                                   | 3:05      |
| 3.  | 〈My Interpretation〉                                                          | 3:35      |
| 4.  | 〈Love Today〉                                                                 | 3:55      |
| 5.  | 〈Relax, Take It Easy〉 ("Any Other World"의 서곡인 독백 포함)                 | 4:30      |
| 6.  | 〈Any Other World〉                                                            | 4:19      |
| 7.  | 〈Billy Brown〉                                                                | 3:15      |
| 8.  | 〈Big Girl (You Are Beautiful)〉                                               | 4:11      |
| 9.  | 〈Stuck in the Middle〉                                                        | 4:07      |
| 10. | 〈Happy Ending〉 (히든트랙 "Over My Shoulder" 포함 – 4:45, 총 재생시간: 10:21) | 4:35      |

### 호주, 영국 버전
| #   | 제목          | 재생 시간 |
| --- | ------------- | --------- |
| 11. | 〈Ring Ring〉 | 2:49      |

### 미국, 캐나다, 브라질 버전
| #   | 제목                                                                           | 재생 시간 |
| --- | ------------------------------------------------------------------------------ | --------- |
| 1.  | 〈Grace Kelly〉                                                                | 3:05      |
| 2.  | 〈Lollipop〉                                                                   | 3:05      |
| 3.  | 〈My Interpretation〉                                                          | 3:35      |
| 4.  | 〈Love Today〉                                                                 | 3:55      |
| 5.  | 〈Relax, Take It Easy〉                                                        | 4:30      |
| 6.  | 〈Ring Ring〉 ("Any Other World"의 서곡인 독백 포함)                           | 3:37      |
| 7.  | 〈Any Other World〉                                                            | 4:19      |
| 8.  | 〈Billy Brown〉                                                                | 3:15      |
| 9.  | 〈Big Girl (You Are Beautiful)〉                                               | 4:11      |
| 10. | 〈Stuck in the Middle〉                                                        | 4:07      |
| 11. | 〈Erase〉                                                                      | 3:38      |
| 12. | 〈Happy Ending〉 (히든트랙 "Over My Shoulder" 포함 – 4:45, 총 재생시간: 10:21) | 4:35      |

### 보너스 트랙
영국판
" (어쿠스틱)
일본판
1. "Ring Ring" (보너스 트랙) – 2:47
2. "Your Sympathy" (보너스 트랙) – 3:10
3. "Grace Kelly" (비디오)

미국 iTunes판
1. "Grace Kelly" (어쿠스틱) – 3:05

미국 Best Buy판
1. "Love Today" (어쿠스틱) (Best Buy Bonus Track) – 2:58
2. "Satellite" (어쿠스틱) (Best Buy Bonus Track) – 4:13

캐나다 디지털 다운로드
1. "Grace Kelly" (어쿠스틱) (iTunes Canada Bonus Track) – 3:14
2. "Stuck in the Middle" (어쿠스틱) (iTunes Canada Bonus Track) – 3:54
3. "Relax, Take It Easy" (어쿠스틱) (iTunes Canada Bonus Track) – 3:02

## 차트 성과
"Life in Cartoon Motion"은 2007년 기존의 많은 아티스트들과 그룹들을 제치고 전 세계에서 5번째로 많이 팔린 앨범이고, 미카는 2007년 최다판매를 한 남성 가수이다. 빌보드에 따르면, 이 앨범은 2007년 유럽에서 7주간 1위를 차지했었다. 이 앨범의 싱글들은 총 600만부 이상이 팔렸다.